# Egerbocs
Egerbocs község Heves vármegye Egri járásában.

## Fekvése
Az Ózd-Egercsehi medencében helyezkedik el, a vármegyeszékhely Egertől légvonalban 17, közúton mintegy 22-24 kilométerre északkeletre.
A közvetlenül határos települések: észak felől Egercsehi, északkelet felől Mikófalva, kelet felől Mónosbél, délkelet felől Szarvaskő, dél felől Bátor, délnyugat felől Hevesaranyos, nyugat felől Fedémes, északnyugat felől pedig Szúcs.

### Megközelítése
Csak közúton érhető el, Bátor vagy Szúcs érintésével a 2414-es úton, valamint közvetlenül a 25-ös főút felől, a 33. kilométere közelében nyugat felé kiágazó 24 126-os számú bekötőúton.
Egerből indulva a legegyszerűbb ez utóbbi útvonalat követni; az egerbocsi elágazást Szarvaskő után körülbelül 7 kilométerrel érjük el. A másik megközelítési lehetőség a 24-es főút felől az Egerbakta-Bátor elérési útvonal.

## Története
Egerbocs első okleveles említése 1262-ből származik Boch névalakban. Az 1332-1337. évi pápai tizedjegyzék templomos helyként jelöli. 1346-ban Bocsi Péter az egri püspökre hagyta itteni birtokrészét, ennek folytán a falu egyik fele az egri püspöké, másik része Bocsi Péter örököseinek birtoka. 1552-1558 között a szarvaskői vártartományhoz tartozott.
Az 1577. évi püspöki urbárium feljegyezte róla, hogy 25 éve puszta. 1596 után az újranépesült falu a töröknek adózott. A törökök kiűzésével, 1688-ban a lakók látva azt, hogy a császári katonaság egészére igényelt adóterhük elviselhetetlen, vagyontárgyaikat otthonaikat hagyva, Egerbe és a nádasokba szöktek, de 1692-ben a vármegye kérésére Buttler az egri vár parancsnoka visszaparancsolta őket lakóhelyükre.
1720 környékén a falunak Egercsehi felé eső része köznemesi kuriális település, a Hevesaranyos felé eső folyóntúli káptalani része pedig adóköteles jobbágyfalu. Kisbátor pusztát a földesurak a kuriális részhez csatolták, itt egy nyomásban irtásföldeket használtak a bocsi lakosok. A káptalan 1811-1812. évben úrbéri szabályozást hajtott végre, és Butaj puszta használatából kizárta jobbágyait, az itteni jó földeket maradványföldeknek hagyván, helyettük Báránylápán és Villó pusztán kaptak rossz minőségű földeket. A súlyos jobbágypanaszok hatására a vármegye elrendelte, hogy a jobbágyokat vissza kell helyezni az 1811 előtti, jó telekföldjeik használatába.
Egerbocs még a 19. század végén kétbeltelkes település, melyben három nagy nemesi had ólaskertjei közül kettő a falu közelében, egy pedig kb. 1000 m-re nyugatra feküdt. Az első katonai térképfelvétel is feltünteti az egyik, a falu melletti "Szálás"-t. A belterület egyes részeit a rajtuk lakó hadakról szög-eknek nevezik, a patak nyugati partját pedig, ahol nem nemesek laktak, Paraszt Ódal-nak. A múlt század közepéről még szájhagyomány említi a falukapukat, melyeket éjszaka őriztek.
A 17-18. században Egerbocs volt a plébánia székhelye, de mivel az 1770-ben romba dőlt paplakot az itteni kisbirtokosok nem építették újjá, Bátor vált székhellyé, s a község Hevesaranyossal együtt – mind a mai napig – filiája maradt.
Az 1870-80-as években a határban kőszén felkutatása kezdődött, de bányaművelés soha nem folyt.
Mezőgazdasági termelőszövetkezet 1959-ben alakult amely – akárcsak a hevesaranyosi – 1972-ben egyesület a bátorival.
A falu lakossága 1828-ban 816 fő 110 házzal, 1900-ban 853 fő 175 lakóházzal. A 20. század első felében a birtokviszonyok megváltoztak. A határ egyharmada az egri káptalan, a kétharmad része leginkább 5-100 holdas kisbirtokosok tulajdona volt. 20 holdon felüli birtokkal az egri főkáptalan és a község tulajdonán kívül 11 birtokos rendelkezett.A község területe 1930-ban 2775 kat. holdat tett ki, melyből a szántó 1045, kert 35, rét 58, legelő 722, erdő 727, terméketlen 78 kat. hold. A szántóterületen legfőképpen búzát termeltek, majd a kukorica, burgonya következett.
Ugyanekkor Egerbocson 2 horvát kivételével csak magyarok éltek; 2 reformátuson és izraelitán kívül valamennyien római katolikus vallást gyakoroltak. Az összlakosságból 652-en éltek földművelésből, 233-an a bányászat, 66-nak az ipar, 19-nek a kereskedelem, 9-nek a közszolgálat nyújtott keresetet.
Római katolikus anyakönyvei 1730-1895-ig Bátorban találhatók, állami anyakönyvei – leszámítva az 1951-1973 közötti önállóságot – szintén. 1895-1950-ig a bátori körjegyzőség kisközsége, 1973-ig önálló tanácsú község, 1990-ig a bátori községi közös tanács társközsége.

## Közélete

### Polgármesterei
- 1990–1994: Burgundi István (független)[3]
- 1994–1998: Burgundi István (független)[4]
- 1998–2002: Burgundi István (független)[5]
- 2002–2006: Burgundi István (független)[6]
- 2006–2010: Burgundi István (független)[7]
- 2010–2014: Szecskó Béla (független)[8]
- 2014–2019: Szecskó Béla (független)[9]
- 2019–2024: Barta Ervin (független)[10]
- 2024– : Barta Ervin (független)[1]

## Népesség
A település népességének változása:
| Lakosok száma | 588  | 572  | 562  | 538  | 492  | 489  | 496  |
|               | 2013 | 2014 | 2015 | 2021 | 2022 | 2023 | 2024 |

1910-ben 878 magyar lakosa volt, melyből 873 római katolikus volt.
2001-ben a település lakosságának közel 100%-a magyar nemzetiségűnek vallotta magát.
A 2011-es népszámlálás során a lakosok 83,6%-a magyarnak, 1,5% cigánynak, 0,2% németnek, 0,8% románnak mondta magát (16,4% nem nyilatkozott; a kettős identitások miatt a végösszeg nagyobb lehet 100%-nál). A vallási megoszlás a következő volt: római katolikus 71,4%, református 2,5%, evangélikus 0,2%, görögkatolikus 0,2%, felekezeten kívüli 2,4% (22,2% nem nyilatkozott).
2022-ben a lakosság 90,7%-a vallotta magát magyarnak, 1,2% cigánynak, 0,4% románnak, 0,2% szlováknak, 0,2% németnek, 1,2% egyéb, nem hazai nemzetiségűnek (9,3% nem nyilatkozott; a kettős identitások miatt a végösszeg nagyobb lehet 100%-nál). Vallásuk szerint 56,5% volt római katolikus, 3,9% református, 0,4% ortodox, 0,2% görög katolikus, 0,2% evangélikus, 0,2% egyéb keresztény, 0,6% egyéb katolikus, 4,9% felekezeten kívüli (33,1% nem válaszolt).